# شهرستان قرنه
شهرستان قرنه (به عربی: قضاء القرنة) یک شهرستان در عراق است که در استان بصره واقع شده‌است.